# AS Cannes VB
AS Cannes Volley-Ball (pełna nazwa: Association Sportive Cannes Volley-Ball) – męski klub siatkarski z Francji. Klub powstał w 1942 roku z siedzibą w mieście Cannes. ASC występuje w najwyższej klasie rozgrywek siatkarskich we Francji, lidze Pro A.

## Sukcesy

### Oficjalne
- Mistrzostwa Francji:
  -  1. miejsce (10x): 1981, 1982, 1983, 1986, 1990, 1991, 1994, 1995, 2005, 2021
  -  2. miejsce (2x): 2004, 2010

- Puchar Francji:
  -  1. miejsce (7x): 1980, 1981, 1985, 1993, 1995, 1998, 2007

- Superpuchar Francji:
  -  2. miejsce (1x): 2005

- Puchar Europy Mistrzów Klubowych:
  -  2. miejsce (1x): 1983

- Puchar CEV (ob. Puchar Challenge):
  -  1. miejsce (1x): 1981

- Puchar Europy Zdobywców Pucharów:
  -  1. miejsce (1x): 1999
  -  2. miejsce (1x): 1993
  -  3. miejsce (1x): 1994

## Kadra

### Sezon2016/17
- Pierwszy trener:  Arnaud Josserand
- Drugi trener:  Philippe Jungling

| Nr | Imię i nazwisko     | Data ur. | Wzrost | Pozycja      |
| -- | ------------------- | -------- | ------ | ------------ |
| 1  | Dejan Radić         | 1984     | 202    | środkowy     |
| 2  | Michał Kozłowski    | 1985     | 191    | rozgrywający |
| 4  | Alexis Farjaudon    | 1985     | 197    | przyjmujący  |
| 6  | Timothée Carle      | 1995     | 195    | przyjmujący  |
| 8  | Jiří Kral           | 1981     | 201    | środkowy     |
| 9  | Thomas Zass         | 1989     | 194    | atakujący    |
| 10 | Quentin Rossard     | 1991     | 183    | rozgrywający |
| 11 | Horacio d’Almeida   | 1988     | 201    | środkowy     |
| 13 | Pierre Pujol        | 1984     | 186    | rozgrywający |
| 14 | Benjamin Diez       | 1998     | 183    | libero       |
| 16 | Emmanuel Ragondet   | 1987     | 190    | przyjmujący  |
| 18 | Nicholas Del Bianco | 1992     | 194    | przyjmujący  |

### Sezon2015/16
- Pierwszy trener:  Igor Kolaković
- Drugi trener:  Philippe Jungling

| Nr | Imię i nazwisko    | Data ur. | Wzrost | Pozycja      |
| -- | ------------------ | -------- | ------ | ------------ |
| 1  | Dejan Radić        | 1984     | 202    | środkowy     |
| 2  | Kristian Knudsen   | 1979     | 199    | przyjmujący  |
| 3  | Nikola Antonijevic | 1993     | 196    | środkowy     |
| 4  | Fran Novotni Kasic | 1997     | 197    | rozgrywający |
| 5  | Jani Kovačič       | 1992     | 185    | libero       |
| 6  | Timothée Carle     | 1995     | 195    | przyjmujący  |
| 7  | Jonas Aguenier     | 1992     | 201    | środkowy     |
| 8  | Luka Šuljagić      | 1986     | 208    | atakujący    |
| 9  | Ewoud Gommans      | 1990     | 202    | przyjmujący  |
| 11 | Luka Basic         | 1995     | 198    | przyjmujący  |
| 13 | Pierre Pujol       | 1984     | 186    | rozgrywający |
| 15 | Dušan Petković     | 1992     | 200    | atakujący    |
| 16 | Emmanuel Ragondet  | 1987     | 190    | przyjmujący  |

### Sezon2014/15
- Pierwszy trener:  Igor Kolaković
- Drugi trener:  Philippe Jungling

| Nr | Imię i nazwisko   | Data ur. | Wzrost | Pozycja      |
| -- | ----------------- | -------- | ------ | ------------ |
| 1  | Dejan Radić       | 1984     | 202    | środkowy     |
| 3  | Gjoko Josifov     | 1985     | 204    | środkowy     |
| 4  | Milan Rašić       | 1985     | 205    | środkowy     |
| 6  | Timothée Carle    | 1995     | 195    | przyjmujący  |
| 7  | Jonas Aguenier    | 1992     | 201    | środkowy     |
| 8  | Ludovic Castard   | 1983     | 195    | przyjmujący  |
| 9  | Ewoud Gommans     | 1990     | 202    | przyjmujący  |
| 10 | Pascal Ragondet   | 1983     | 180    | libero       |
| 11 | Luka Basic        | 1995     | 198    | przyjmujący  |
| 12 | Jérémy Audric     | 1986     | 185    | rozgrywający |
| 13 | Pierre Pujol      | 1984     | 186    | rozgrywający |
| 15 | Dušan Petković    | 1992     | 200    | atakujący    |
| 16 | Emmanuel Ragondet | 1987     | 190    | przyjmujący  |

### Sezon2013/14
- Pierwszy trener:  Christophe Meneau
- Drugi trener:  Philippe Jungling

| Nr | Imię i nazwisko    | Data ur. | Wzrost | Pozycja      |
| -- | ------------------ | -------- | ------ | ------------ |
| 1  | Dimitrii Obodnikov | 1987     | 202    | środkowy     |
| 2  | André Lopes        | 1982     | 193    | przyjmujący  |
| 3  | Clément Couillet   | 1995     | 193    | środkowy     |
| 4  | Milan Rašić        | 1985     | 205    | środkowy     |
| 5  | Youssef Krou       | 1989     | 194    | przyjmujący  |
| 6  | Corentin Rodolfo   | 1995     | 187    | przyjmujący  |
| 7  | Jhon Wendt         | 1994     | 198    | środkowy     |
| 8  | Ludovic Castard    | 1983     | 195    | atakujący    |
| 9  | Dmytro Paszycki    | 1987     | 205    | środkowy     |
| 10 | Pascal Ragondet    | 1983     | 180    | libero       |
| 11 | Didier Sali Hilé   | 1991     | 192    | przyjmujący  |
| 12 | Jérémy Audric      | 1986     | 185    | rozgrywający |
| 13 | Pierre Pujol       | 1984     | 186    | rozgrywający |
| 14 | Sotírios Pantaléon | 1980     | 202    | środkowy     |
| 15 | Guillaume Samica   | 1981     | 197    | przyjmujący  |
| 17 | Jérémie Mouiel     | 1995     | 173    | libero       |